# Marc Hemmerich
Marc Denis Hemmerich (* 28. Mai 1984 in Mannheim) ist ein deutscher Eishockeyspieler, der seit 2014 beim Grafschafter EC 2011 in der Oberliga unter Vertrag steht.

## Karriere
Hemmerich hatte seine ersten Einsätze in der DNL-Saison 2000/01 bei den Jungadlern Mannheim im Alter von 16 Jahren, bevor er in der Saison 2002/03 in der Amateurmannschaft des Mannheimer ERC in der Regionalliga eingesetzt wurde. Zur Saison 2003/04 wechselte Hemmerich dann zum EHC Klostersee in die drittklassige Oberliga, für den er allerdings nur drei Spiele bestritt, bevor es ihn zu Beginn der Saison 2004/05 zum SC Mittelrhein-Neuwied zog. Unter der Saison wechselte Hemmerich dann zum Ligakonkurrenten Bayreuth Tigers, für die er bis zur Spielzeit 2005/06 aktiv war, bevor er erneut während der Saison zu den Stuttgart Wizards wechselte.
Nach seiner Zeit in der Oberliga zog es Hemmerich zur Saison 2006/07 zu den Schweinfurt Mighty Dogs in die Bayernliga und spielte dort eine durchaus erfolgreiche Saison, woraufhin er ins Ausland ging. Dort nahm ihn im Sommer 2007 der slowakische Klub HKm Detva unter Vertrag nahm. Dort absolvierte Hemmerich jedoch nur neun Ligapartien und schloss sich anschließend dem HK Riga 2000 aus der lettischen Eishockeyliga an. In Riga beendete er schließlich die Saison 2007/08. Nachdem der Linksschütze daraufhin für den slowakischen Verein HKM Lučenec, den ESV Hügelsheim und den Höchstadter EC spielte, wechselte er im Dezember 2009 zurück in die Oberliga, wo er bis zum Saisonende 2009/10 für den EHC Dortmund die Schlittschuhe schnürte. Im Anschluss ging Hemmerich für den EHC Jonsdorfer Falken aufs Eis, bevor der Verteidiger Anfang Dezember 2010 vom EV Landsberg verpflichtet wurde. Mit den Südbayern unterlag er in der Saison 2010/11 in den Play-downs gegen den VER Selb.

## Karrierestatistik
(Legende zur Spielerstatistik: Sp oder GP = absolvierte Spiele; T oder G = erzielte Tore; V oder A = erzielte Assists; Pkt oder Pts = erzielte Scorerpunkte; SM oder PIM = erhaltene Strafminuten; +/− = Plus/Minus-Bilanz; PP = erzielte Überzahltore; SH = erzielte Unterzahltore; GW = erzielte Siegtore; 1 Play-downs/Relegation; Kursiv: Statistik nicht vollständig)